# Ялунинское
Ялунинское — село в Алапаевском районе Свердловской области России, входящее в муниципальное образование Алапаевское. Является центром Ялунинского территориального управления.

## Географическое положение
Село расположено на левом берегу реки Реж, в 22 километрах (по автомобильной дорогой в 29 километрах) на юго-восток от города Алапаевска. Климатические условия благоприятны. Почва песчаная.

## История села
В начале XX века сельчане, русские крестьяне занимались земледелием.

## Николаевская церковь
Деревянная церковь построена в 1893 году иждивением и старанием прихожан, она была освящена во имя Святителя и чудотворца Николая. В 1913 году построен каменный храм Николая Чудотворца. В селе имелась деревянная часовня, а для размещения причта существовали два церковных дома. Церковь была закрыта в 1930-е годы. Церковь каменная. В советские годы в её здании размещался склад. В настоящее время восстановительные работы не ведутся. На фасаде здания и внутри сохранились фрагменты декора и яркие фрески со сценами из писания и ликами святых. Здание церкви восстанавливается усилиями прихода, ведутся службы.

## Население
| 2002 | 2010 |
| ---- | ---- |
| 610  | ↘568 |